# Amalín (przystanek kolejowy)
Amalín (niem. Amalienfeld) – przystanek kolei wąskotorowej w Amalínie, w kraju morawsko-śląskim, w Czechach. Znajduje się na wysokości 295 m n.p.m. i leży na wąskotorowej linii kolejowej nr 298. Powstał w 1928 roku. Na przystanku znajduje się drewniana wiata dla oczekujących na pociąg.